# リチャード (コーンウォール伯)

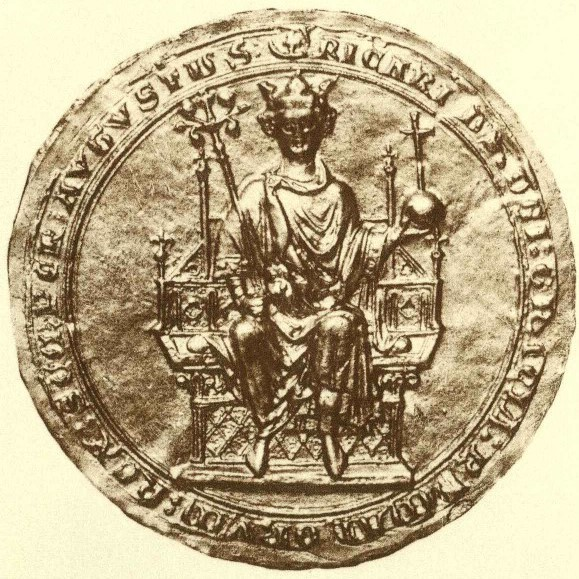
ローマ王リヒャルトのシール

ローマ王リヒャルトの紋章

初代コーンウォール伯リチャード（Richard, 1st Earl of Cornwall, 1209年1月5日 - 1272年4月2日）は、イングランドの王族でジョン王（欠地王）の次男。神聖ローマ帝国の大空位時代における名目上のローマ王（ドイツ王、在位：1257年 - 1272年）。兄にヘンリー3世、妹にスコットランド王アレグザンダー2世の妃ジョーン、皇帝フリードリヒ2世の皇后イザベラがいる。

## 生涯
1227年、兄ヘンリー3世によりコーンウォール伯に叙せられる（コーンウォール公ではなく伯である）。コーンウォールの地は錫の産地であったことからリチャードは相当な金を有していたらしく富裕であり、フランス王ルイ9世（聖王）やローマ皇帝フリードリヒ2世ともその金銭から交友関係を持った。1233年、兄の王位を狙って、兄の統治に不満を抱く貴族と連合して反乱を起こしたが失敗する。この時兄に反乱の罪を許され、兄の妃エリナー・オブ・プロヴァンスの妹サンチアと結婚することで和解した。
1254年、フリードリヒ2世の次男コンラート4世が死去して神聖ローマ帝国が王権不在の大空位時代に入ると、1257年の選帝侯によるローマ王選挙で、カスティーリャ王アルフォンソ10世（賢王）と共に次のローマ王候補として推挙されるに至った。この時、リチャードは所領のコーンウォールが金を有することから、莫大な金を使って帝国諸侯に自分を支持するように交渉している。そして選帝侯も、アルフォンソ10世よりもリチャードがローマ王および皇帝としてふさわしいと考えた。血縁としてはアルフォンソ10世の母ベアトリスがフリードリヒ1世の孫娘だった。アルフォンソ10世はローマ王フィリップの孫であったためリチャード以上に血縁関係では次の候補として有力だったが、カスティーリャの国内事情などから皇帝になることは不可能な立場にあった。アーヘンでローマ王として正式に戴冠したリチャードは皇帝としても推挙されかけるようになった。
ところが1263年、イングランド国内でヘンリー3世とシモン・ド・モンフォールら反国王派による内乱（第二次バロン戦争）が発生する。リチャードは兄とシモンの仲介役を務めて一度は両者を和解させたが、1264年に再び両者が決裂して戦い始めると、リチャードは兄に従ってシモンと戦う。しかし、1265年のルイスの戦いで兄と共にシモンの率いる軍勢に敗れた上、捕虜として兄と共に捕らえられるという醜態を晒したため帝国諸侯から見放されてしまい皇帝としての即位は幻に終わった。晩年には息子ヘンリーも暗殺され（シモンの遺族の差し金であったと言われる）、不遇と失意のうちに1272年、64歳で死去した。
コーンウォール伯は別の息子エドマンドに受け継がれたが、1300年に彼が子供の無いまま没すると、イングランド王エドワード2世（ヘンリー3世の孫）は寵臣ピアーズ・ギャヴィストンにコーンウォール伯爵位を与えた。

## 子女
1231年、ペンブルック伯ウィリアム・マーシャルの娘イザベルと結婚、4人の子を儲けたが、1240年に彼女は出産の際死亡した。
1. ジョン（1232年 - 1233年）
2. イザベラ（1233年 - 1234年）
3. ヘンリー（1235年 - 1271年）
4. ニコラス（1240年） - イザベルとともに死亡

1243年、プロヴァンス伯レーモン・ベランジェ4世の娘サンチアと再婚、3人の子を儲けたが1261年に死別した。
1. リチャード（1246年）
2. エドマンド（1249年 - 1300年） - コーンウォール伯
3. オウエン（1252年 - 1296年）

1269年、ファルケンブルク伯ディートリヒ1世の娘ベアトリクスと再婚、子はなかった。